# 自主學習促進會
中華民國自主學習促進會（Institution for the Advancement of Autonomous Learning）是在台灣推廣自主學習的一個社團法人機構，最早由台北市自主學習實驗計畫的成員發起。2001年9月30日，在國立政治大學召開成立大會；2001年8月9日，獲得中華民國內政部核准成立。
其工作內容以青少年教育、親職教育、在家自學、中輟教育為主。

## 外部連結
- 中華民國自主學習促進會 （页面存档备份，存于）